# Graphium cyrnus
Graphium cyrnus é uma borboleta da família Papilionidae e subfamília Papilioninae, encontrada na região afro-tropical e endêmica da ilha de Madagáscar, no sudeste da África, aparentemente sendo espécie comum naquela região. Foi classificada por Jean-Baptiste Alphonse Dechauffour de Boisduval, com a denominação de Papilio cyrnus, em 1836; descrita na obra Histoire Naturelle des Insectes. Species Général des Lépidoptéres (páginas 239-240, nº 63) através de quatro espécimes masculinos e femininos, coletados pelo Sr. Goudot.

## Descrição
Graphium cyrnus possui, vista por cima, asas com envergadura máxima de 8 a 9 centímetros, com um padrão geral enegrecido e com manchas verde-amareladas distribuídas em suas asas anteriores e posteriores, de maiores dimensões nas regiões próximas ao corpo do inseto. Vista por baixo, é muito parecida com o lado superior em seu padrão de manchas, mas a cor básica é de um vermelho-acastanhado, existindo alguns pontos negros, adicionais, nas asas posteriores, que não apresentam caudas.

## Habitat
Voa em habitat de floresta tropical e subtropical húmida, podendo ser avistada, pousada, absorvendo umidade mineralizada do solo ou sobre fezes.